# The Spoilers (1942)
The Spoilers is een Amerikaanse western uit 1942 onder regie van Frank Lloyd. Het scenario is gebaseerd op de gelijknamige roman uit 1906 van de Amerikaanse auteur Rex Beach. Destijds werd de film in Nederland uitgebracht onder de titel De spelbrekers.

## Verhaal
Roy Glennister en Al Dextry zijn de eigenaren van een goudmijn in Alaska. De goudcommissaris Alex McNamara krijgt met de hulp van de corrupte rechter Stillman hun concessie in handen. Roy wil eerst wraak nemen door McNamara te vermoorden, maar op aanraden van zijn vriendin Helen Chester gaat hij in hoger beroep. De jaloerse café-eigenares Cherry Malotte vertelt Roy dat McNamara en zijn vriendin samenspannen tegen hem.

## Rolverdeling
| Acteur              | Personage        |
| ------------------- | ---------------- |
| Marlene Dietrich    | Cherry Malotte   |
| Randolph Scott      | Alex McNamara    |
| John Wayne          | Roy Glennister   |
| Margaret Lindsay    | Helen Chester    |
| Harry Carey         | Al Dextry        |
| Richard Barthelmess | Bronco Kid       |
| George Cleveland    | Banty            |
| Samuel S. Hinds     | Rechter Stillman |
| Russell Simpson     | Flapjack Sims    |
| William Farnum      | Wheaton          |
| Marietta Canty      | Idabelle         |
| Jack Norton         | Mijnheer Skinner |
| Ray Bennett         | Clark            |
| Forrest Taylor      | Bennett          |
| Art Miles           | Hulpsheriff      |
| Charles McMurphy    | Hulpsheriff      |
| Charles Halton      | Jonathan Stuve   |
| Bud Osborne         | Sheriff          |
| Drew Demorest       | Galloway         |

## Prijzen en nominaties
| Jaar | Prijs  | Categorie              | Genomineerde(n)                                                      | Uitslag     |
| ---- | ------ | ---------------------- | -------------------------------------------------------------------- | ----------- |
| 1943 | Oscars | Beste productieontwerp | John B. Goodman Jack Otterson Russell A. Gausman Edward Ray Robinson | Genomineerd |